# Microsage picticollis
Microsage picticollis är en stekelart som först beskrevs av Maximilian Spinola 1840.  Microsage picticollis ingår i släktet Microsage och familjen brokparasitsteklar. Inga underarter finns listade i Catalogue of Life.